# Sela pri Štravberku
Sela pri Štravberku je naselje u slovenskoj Općini Novom Mestu. Sela pri Štravberku se nalazi u pokrajini Dolenjskoj i statističkoj regiji Jugoistočnoj Sloveniji. 

## Stanovništvo
Prema popisu stanovništva iz 2002. godine naselje je imalo 7 stanovnika.